# Thorvald Asvaldsson
Thorvald Asvaldsson (in norreno Þorvaldr Ásvaldsson; ... – prima del 980) è stato il padre del colonizzatore della Groenlandia, Erik il Rosso (Eiríkr Rauði) e nonno di Leifr Eiríksson, il quale visitò l'America settentrionale secoli prima di Cristoforo Colombo.
Suo padre era Ásvald Úlfsson, il cui padre era Øxna-Þórir, fratello minore di Naddoddr, scopritore dell'Islanda.
Thorvald Asvaldsson nacque in Norvegia. Ne fu esiliato attorno al 960, durante il regno di re Harald I di Norvegia, dato che aveva commesso un omicidio. Fuggì col figlio Erik in Islanda nord-occidentale, dove morì prima del 980.